# Heisteria insculpta
Heisteria insculpta är en tvåhjärtbladig växtart som beskrevs av Herman Otto Sleumer. Heisteria insculpta ingår i släktet Heisteria och familjen Erythropalaceae. Inga underarter finns listade i Catalogue of Life.